# Mo Yingfeng
Mo Yingfeng (chinesisch 莫应丰, * 19. Januar 1938 im Kreis Yiyang, Provinz Hunan; † 17. Februar 1989 in Changsha, Provinz Hunan) war ein chinesischer Schriftsteller.

## Leben
Er wurde als Sohn eines armen Gelegenheitsarbeiters geboren. In Wuhan studierte er ab 1956 Kunst und Musik. Danach war er ab 1961 als Dirigent, Komponist und Textdichter in einem Kulturensemble der chinesischen Volksbefreiungsarmee tätig. Nach seiner 1970 erfolgten Entlassung aus der Armee leitete er in Changsha eine Literaturgruppe. Von 1978 bis zu seinem Tod im Jahr 1989 arbeitete er als Drehbuchautor in den Liaoning-Filmstudios in Peking.
Mo Yingfeng verfasste Erzählungen, Kurzgeschichten sowie Romane für Kinder. In seinem Roman Jiangjun yin thematisierte er die Verfolgung von Generälen der chinesischen Luftstreitkräfte zu Beginn der Kulturrevolution in den Jahren 1966/67. Er schrieb den Roman heimlich unter politisch gefährlichen Umständen. 1982 wurde er für diesen Roman dann jedoch mit dem Mao-Dun-Preis ausgezeichnet.

## Werke (Auswahl)
- Shancun wuyueye, 1972
- Minhu waizhuan, 1978
- Jiangjun yin, Roman, 1980